# 朝日ながの病院
朝日ながの病院は社会福祉法人ハイネスライフが運営する病院。
東日本電信電話（NTT東日本）が運営していたNTT東日本長野病院を前身とし、2013年3月をもって事業譲渡され、同年7月に現院名となる。

## 概要
日本電信電話公社により1935年10月1日長野逓信診療所として開設され、1999年7月からNTT東日本長野病院の名称となる。1982年9月以降は保険医療機関の指定を受けて一般に開放され、NTTグループ職員に限らず誰でも利用できるようになった。長野県で唯一の企業立病院であった。
2009年1月には日本医療機能評価機構より「病院機能評価（Ver5）」を認定取得している。

## 沿革
- 1935年10月 - 長野逓信診療所として医療業務開始。
- 1952年7月 - 長野逓信病院に名称変更。
- 1982年9月 - 職域病院から一般病院として診療開始。
- 1989年4月 - NTT長野病院に名称変更。
- 1999年4月 - NTT東日本長野病院に名称変更。
- 2013年3月 - 社会福祉法人ハイネスライフへ事業譲渡。改修のため一時閉院[1]。
- 2013年7月 - 朝日ながの病院開院。

## 診療科
内科、婦人科、リハビリテーション科、泌尿器科

## 交通
- 長電バス52系統で柳町水道局下車、徒歩2分
- 駐車場106台（うち、身障者用2台）　無料